# Chalcostigma
Chalcostigma é um género de ave da família Trochilidae (beija-flores).
Este género contém as seguintes espécies:
- Chalcostigma herrani (Delattre e Bourcier, 1846)
- Chalcostigma heteropogon (Boissonneau, 1840)
- Chalcostigma olivaceum (Lawrence, 1864)
- Chalcostigma ruficeps (Gould, 1846)
- Chalcostigma stanleyi (Bourcier, 1851)